# Nagy Ferenc (kanonok)
Nagy Ferenc (Kékkő, 1745 körül – Veszprém, 1808. március 11.) bölcseleti és teológiai doktor, egyetemi tanár, veszprémi prépost kanonok. 

## Élete
Mint az esztergomi főegyházmegye teológiai jelöltje 1766-ban már a bécsi Pázmánaeumban volt, 1767-ben első éves lett és 1771-ben befejezte a teológia tanulását. A rend föloszlatása után 1773/74-ben a dogmatika ideiglenes tanára, 1774. október 6-tól a patrológia tanára lett. Előbb bölcseleti, majd teológiai doktor lett 1776-ban. Szentszéki jegyző volt az esztergomi érseki helynökségnél Nagyszombatban, ahol az 1774. október 6-án csődvizsgálaton egyetemi hittanárnak választatott meg és mint ilyen működött is 1780-ig Nagyszombatban és Budán. Az egyetemnek Budára áthelyezésekor 1778-ban egyházi beszédet mondott. 1780. július 1-jén neveztetett ki kanonoknak Veszprémbe, 1782. június 26-tól somogyi, 1786-tól zalai főesperes, és az 1800-tól ottani papnevelőintézet rektora volt. 1797. június 20-án somogyi főesperes és hántai prépost lett. 1803-ban a Pestre költözött Széchenyi Könyvtár gyarapításához is hozzájárult. A tabi templomot építtette, harmincezer forintot hagyományozott jótékony célokra.

## Munkái
- Dissertatio inaug. patrologica de notione patris ecclesiae… Ad consequendam supremam theologiae lauream… publice propugnata mense Augusto 1716. Tyrnaviae.
- Panegyricus ad septimum ante kalendas Julias diem Augustae Mariae Theresiae ob confirmatas, emendatas, ornatas in ditionibus Hungaricis litteras dum regia scientiarum omnium universitas augusta munificentia Budae collocata, in ipsis Augustae secundis imperii vicennalibus, inaugurationis suae solemnia ageret. Budae, 1780.
- Banderium Simighiense. In Sio-Fok anno 1790. 16-ta junii salutatum. Hely nélkül. 1790. (A vers végén: Salutavit A. P. = Angela Pacis. Megjelent a Magyar Kurírban is 1790. 777. l. A Kurir tudósítójától tudjuk meg, hogy a vers szerzője Nagy Ferencz volt. N. ezen alkalomból a banderiumot Siófokon megvendégelte.)
- Funiculis triplex dissolutus. Sive pacificationis: Viennensis, Niklsburgensis, Lincziensis ab textura privati veridici explicatae et memoriae feliciter coronati regis Hungariae Leopoldi II. oblata Posonii 1790. per publicum A. P. Pestini, 1790.
- Gratiae vota! Seminarii Veszprimiensis S. Annae ad octavum ante idus februas diem excell. ill. ac rev. dno Joseph Bajzáth episcopo Veszprimiensi natalem oblata… 1791. (Költemény.).
- Versus magyar ösztön in Carmen Sapphicum versi per Auctorem. Veszprém, 1796. (Latin versek. Névtelenül).
- Protrepticon után való ösztön. Veszprém, 1796. (Költemény. Névtelenül. Pozsony, 1796. és hely és év n.).
- Gróf Széchenyi Ferencz Somogy vármegyei fő-ispánságba való beiktatásának ünnepére való dal. Veszprém, 1798.
- Carmen eminent. cardinalis Josephi comitis a Battyán regni Hungariae primatis anni sacerdotii jubilaeo millesimo octingentesimo primo sacratum sed anno 1799. 23. oct. praemortui posthumis honoribus cum planctu exhibitum. Veszprém, 1799.
- Taedae nuptiales seren. Josephi et Alexandrae Austriae et Russiae principum. Quas cecinit grata Simighini comitatus nomine et haec in oscina Széchenio pectine mota chelis. 1800. Veszprém. (Költ.).
- Ad Menalcam Neosoliensium pastorem pro nonis kalendis aprilis gregem suum accessurum stophae pastorculi Amyntae. Veszprém, 1801.
- Honor sepulchri exc., ill., rev. dni Veszprimiensium episcopi dni Josephi Bajzáth de Pészák etc. Anno 1802. die 24. febr. defuncti adoratus. Veszprém. 1802. (Költ.).